# 普賢山天文台
普賢山天文台 (ポヒョンサンてんもんだい、英: Bohyunsan Optical Astronomy Observatory, 略称：BOAO)は、大韓民国の韓国天文研究院が運用する天文台である。
慶尚北道永川市と青松郡にまたがる普賢山（보현산、標高1,124m）の山頂に位置し、韓国最大の口径180cm反射望遠鏡を備える光学天文台として、1996年4月に竣工した。恒星と銀河の研究、小惑星の発見、太陽フレア観測、太陽系外の惑星探索などに関する観測を行っている。
敷地内には見学者を受け入れるビジターセンターを併設しており、公開日には天文に関する一般向けの講演会が行われている。

## 機器
- リッチークレチアン式反射望遠鏡（口径180cm）
- 太陽フレア望遠鏡（口径20cm 2台、口径15cm 2台の計4台）

## 観測
2000年に小惑星を発見し「普賢山」(34666 Bohyunsan)と命名した。その以降にこの天文台で発見された小惑星は「許浚」「金正浩」「李純之」など、歴史上の学者に因んで命名されている。
2005年1月より日本の岡山天体物理観測所と協力し、ドップラーシフトによる太陽系外の惑星探索を進めている。この最初の成果として2009年にG型巨星HD 119445に褐色矮星質量の伴星発見が報告されており、2012年にはG型巨星HD 100655に惑星を発見している。

## 備考

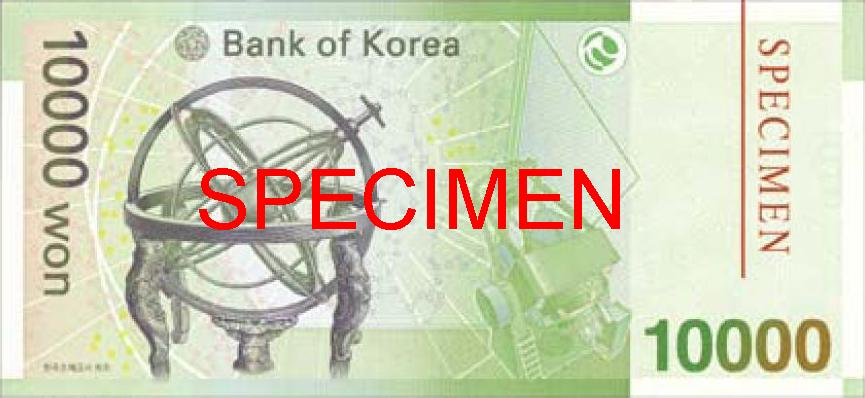
1万ウォン札裏面

2007年1月に発行された韓国の新1万ウォン札の裏面には、渾天儀や天文図「天象列次分野之図」と共に、普賢山天文台の180cm望遠鏡が描かれている。